# Gravity Happens
Gravity Happens è il terzo album in studio della cantautrice statunitense Kate Voegele, pubblicato nel 2011.

## Tracce
1. Say You're Mine – 3:22
2. Hundred Million Dollar Soul – 4:07
3. Enough for Always – 3:46
4. Sunshine in My Sky – 3:41
5. Heart in Chains – 3:36
6. Sandcastles – 4:37
7. Burning the Harbor – 4:41
8. Impatient Girl – 3:19
9. Beg You to Fall – 3:38
10. Enjoy the Ride – 3:23
11. Gravity Happens – 4:21
12. Unusual – 3:27